# Siamenský záliv
Siamenský záliv (čínsky v českém přepisu Sia-men Wan, pchin-jinem Xiàmén Wān, znaky zjednodušené 厦门湾, tradiční 廈門灣j), dříve známý také jako Amojský záliv, je částečně uzavřený záliv v Jihočínském moři u pobřeží města Sia-men v čínské provincii Fu-ťien. Z jihovýchodu je obklopen Ťin-menskými ostrovy a Tchajwanským průlivem. Rozloha zálivu je 154,18 km² a dosahuje maximální hloubky 31 metrů.